# Octavius Faustus
Octavius Faustus war ein antiker römischer Toreut (Metallbildner), der in der ersten Hälfte des 1. Jahrhunderts in Italien tätig war.
Octavius Faustus ist heute nur noch aufgrund von zwei Signaturstempeln auf Bronzekasserollen bekannt. Mit Fundorten in Italien und Polen sind beide Stücke überaus weit gestreut.
1. Bronzekasserolle, gefunden in Pompeji, heute im Deposito Archeologico Pompei.[1]
2. Bronzekasserolle, gefunden in einem Grab in Stefankowice, Hrubieszów, Polen, heute in der Sammlung M. Sułkowski in Horodło.[2]

## Einzelbelege
1. ↑  Inventarnummer 12859; Richard Petrovszky: Studien zu römischen Bronzegefäßen mit Meisterstempeln. Leidorf, Buch am Erlbach 1993, S. 284, Nr. O.04.01.
2. ↑  Inventarnummer ?; Richard Petrovszky: Studien zu römischen Bronzegefäßen mit Meisterstempeln. Leidorf, Buch am Erlbach 1993, S. 284, Nr. O.04.02.

| Personendaten    | Personendaten                              |
| ---------------- | ------------------------------------------ |
| NAME             | Octavius Faustus                           |
| ALTERNATIVNAMEN  | Faustus, Octavius                          |
| KURZBESCHREIBUNG | antiker römischer Toreut                   |
| GEBURTSDATUM     | 1. Jahrhundert v. Chr. oder 1. Jahrhundert |
| STERBEDATUM      | 1. Jahrhundert oder 2. Jahrhundert         |